# Coro Soreghina
Il Coro Soreghina è un coro maschile fondato a Genova nel 1982.

## Storia
Il Coro Soreghina è il coro ufficiale della Sezione di Genova dell’A.N.A., l’Associazione Nazionale Alpini. Le sue origini risalgono al 1968, anno in cui fa parte della Sezione del C.A.I.- Unione Ligure Escursionisti. Si esibisce per qualche tempo e, dopo un periodo di assenza, si costituisce ufficialmente con atto costitutivo il 26 ottobre 1982 sotto l’egida dell'Associazione Nazionale Alpini – Sezione di Genova per iniziativa di alcuni soci e giovani congedati che avevano fatto parte del coro della Taurinense. Il nome “Soreghina” ricorda la protagonista di una leggenda ladina, la “figlia del sole”, evocata nel notissimo canto “La Montanara”. Il repertorio del coro si articola in canti degli Alpini, canti di montagna, canti popolari, canti sacri e natalizi, nonché canti genovesi. Negli anni il coro ha preso parte a numerose manifestazioni, a carattere alpino e non, a rassegne corali regionali e nazionali, ha cantato spesso a scopo benefico. Il Coro Soreghina si è esibito, oltre che in Liguria, in molte altre regioni e varie città d’Italia; partecipa alle Adunate Alpine, e a quella di Genova del 2001 ha avuto l’onore di aprire il Concerto di Gala nel Teatro Carlo Felice davanti a più di duemila spettatori. Nel 2003 , su invito della Presidenza Nazionale dell’A.N.A., ha realizzato una tournèe in Russia, esibendosi in varie manifestazioni italo-russe commemorative dei sessant’anni dalla battaglia di Nikolaewka e celebrative del X Anniversario di apertura dell’Asilo del Sorriso di Rossosch, interamente costruito e sostenuto dall’A.N.A., dove durante la Campagna di Russia, era stanziato il Comando Militare Italiano. Nel 2012, nel corso del Concerto del Trentennale a Palazzo Ducale ha registrato un DVD live. Nel corso della sua attività ha pubblicato due cd: “Armonie di Montagna” e “Voci in Viaggio: dalle alpi al Don”, quest'ultimo realizzato in collaborazione con il Gruppo Folkroristico “i Rossici” e la Fanfara in armi della Brigata alpina Julia. Nel 2o22 il coro compie i 40 anni di attività festeggiando questo traguardo con un concerto al prestigioso Salone di Rappresentanza di Palazzo Tursi a Genova

## Repertorio
Il repertorio è costituito da canti alpini, canti popolari e di montagna, canti religiosi e di pace, canti di Natale.

## Tournée
Il coro si è esibito, oltre che in Liguria, in molte altre regioni d'Italia; ha partecipato alle Adunate Alpine, compresa quella del 2001 a Genova e nella quale ha aperto il concerto di gala della vigilia della sfilata al Teatro Carlo Felice cantando di fronte a più di duemila spettatori.
Nell'autunno del 2003, su invito della Presidenza Nazionale dell'A.N.A., ha realizzato una tournée in Russia per ricordare il 10º anniversario dell'asilo costruito a Rossosch dall'A.N.A. in memoria dei Caduti Alpini nella Campagna 1942/43 e il 60º della tragica ritirata.

## Discografia
- Armonie di montagna (2000)
- Voci in viaggio: dalle Alpi al Don, realizzato in collaborazione con il Coro di Rossosch e la Fanfara in armi della Brigata Alpina Julia (2004)
- Canta, "Soreghina", realizzato per il trentennale del coro (2012)